# عبدالمنعم وهبی
عبدالمنعم وهبی (انگلیسی: Abdel Moneim Wahby; ۱۱ نوامبر ۱۹۱۱ – ۸ مهٔ ۱۹۸۸) بازیکن بسکتبال اهل مصر بود.